# كالدييو دي كونغريو
كالديلو دي كونغري (بالإسبانية: Caldillo de congrio)‏ هو طبق سمك تشيلي. يصنع الطبق من أنقليس البرسم الوردي أو أنقليس البرسم الأحمر)، أنقليس البرسم من نوع شائع في البحر التشيلي. يصنع الطبق بغلي رؤوس السمك والبصل والثوم والكزبرة والجزر والفلفل معاً. وعندما يغلي الطبق، يسكب المرق فقط. تخلط الخضار مع المرق والقشطة والبطاطا المسلوقة و تنقع وتسلق مع القنجر.